# BengtssonSydow
BengtssonSydow (BS) er en musik-duo der arbejder med konceptualiserede musikalske og auditive fortolkninger af poesi, digte og litteratur. Duoen består af sanger, komponist og producer Ulle Bjørn Bengtsson (aka Ulyd) og lydkunstner, komponist og producer Hans Sydow, med skiftende besætninger omkring sig. BengtssonSydow er kendt for deres idiosynkratiske kompositioner og genreblandinger.

## Baggrund
I 1996 udstillede Bengtsson og Sydow som Dansk Hörfilm (der udover dem selv også inkluderede Ketil Teisen og Morten Dürr) i digt-bogforretningen Afsnit P, installationen DigtJukeBox. DigtJukeBox indeholdt forskellige samtidige og historiske digteres digte i forskelligartede auditive og musikalske fortolkninger.
BengtssonSydows musik-album ”Glimtvis” fra 1998 blev en anmelderost debut, hvor Tom Kristensens digte blev fortolkede i en blanding af recitation (af Tom K. selv), sang, jazz, elektroniske beats og visetradition.
På BSs andet album ”Rime-Djævelen” (cd-bog) fra 2004, blev digte af H.C. Andersen fortolkede. Her blev jazzmusikken erstattet af strygere og klarinet, sammen med elektronisk musik og sampling.
I 2014 udkom BengtssonSydows 3. album "Holberg - til tiden" i en cd-bog udgivet af Teatermuseet i Hofteatret, i forbindelse med en udstilling af samme navn. Her er det tekster af og om Ludvig Holberg der fortolkes med elementer af barokmusik, folkemusik, beats og samples.
"Vilde brødre" der udkom i 2017 er et album hvor Sophus Clausen digte og Carl Nielsen sange fortolkedes. Her akommpagneres vokalen overvejende af elektronisk musik og reallyd. Der er dog undtagelser, som for eksempel på den industrial inspirerede fortolkning af “Jens Vejmand”, hvor guitarer understreger Vejmands dystre skæbne. Også på den poppede “Buddha” og på “Mesteren kommer”, der nærmest ender i stonerrock, har guitarer en mere fremtrædende rolle.
På baggrund af BSs første album ”Glimtvis”, skabte BS i 2018, 20 år efter udgivelsen af albummet, i en co-produktion med Odense Teater og BaggårdTeatret forestillingen "TOM – en musikalsk forestilling om en digter". 
I december samme år udkom BengtssonSydows femte album "Sydow sange", der adskiller sig fra de foregående ved udelukkende at være indspillet med vokal og klaver af Bengtsson og Sydow selv. Albummet består udelukkende kompositioner af Hans Sydow og er nærmest en slags "Best of", da den består af nyindspilninger på tværs af BengtssonSyodws of Hans Sydows albums.

## Diskografi
- Glimtvis (1998) (Lille Masse/Resonance) (EAN: 9788791090004) (tidligere udgivet af Resonance/Expressivonium)
- Rime-Djävelen (2004) (Lille Masse/Resonance) (EAN: 9788791090080) (tidligere udgivet af Resonance/Expressivonium)
- Holberg – til tiden (2014) (Teatermuseet i Hofteteatret) (EAN: 9788792134080)
- Vilde brødre (2017) (Lille Masse/Resonance) (ISRC: DK-6J2-17-00101(-16))
- Sydow sange (2018) (Lille Masse/Resonance) (ISRC: DK-6J2-18-00101(-22))

## Teaterforestillinger
- TOM – en musikalsk forestilling om en digter (2018) / Co-produktion mellem Odense Teater, BaggårdTeatret og BengtssonSydow